# Euphorbia bupleuroides
Euphorbia bupleuroides är en törelväxtart som beskrevs av René Louiche Desfontaines. Euphorbia bupleuroides ingår i släktet törlar, och familjen törelväxter. Inga underarter finns listade i Catalogue of Life.